# 日本人活動家尖閣諸島上陸事件
日本人活動家尖閣諸島上陸事件（にほんじんかつどうか せんかくしょとうじょうりくじけん）とは、日本人活動家や地方議員らが尖閣諸島に上陸した一連の出来事。

## 2012年7月5日の尖閣諸島上陸
2012年7月5日午後3時45分ごろ、石垣市議の仲間均らの二人が尖閣諸島の北小島に上陸した。これに対して、中華人民共和国外交部の報道官劉為民は6日の定例会見で、「日本の右翼分子による違法行為は中国の主権を著しく侵害した」と行動を非難した。

## 2012年8月19日の尖閣諸島上陸
超党派議員で構成された「日本の領土を守るため行動する議員連盟」所属の国会議員8人と地方議員、「頑張れ日本!全国行動委員会」の活動家らの総計約150人が、尖閣諸島戦時遭難事件の海上慰霊祭を行うことを目的として、2012年8月18日夜に21隻の漁船で尖閣諸島へ向かった。
慰霊祭終了後の翌19日午前、鈴木章浩東京都議・和田有一朗兵庫県議・小坂英二荒川区議・田中裕太郎杉並区議・小嶋吉浩取手市議らの地方議員5人と「頑張れ日本」の活動家ら5人の総計10人が魚釣島沖で海中に飛び込み、約20メートルを泳いで魚釣島に上陸した。島には約1時間半滞在し、灯台に日章旗を掲げるなどした。なお、伊藤祐靖は他の9人が上陸する前に400メートル泳いで上陸、奈良原岳に登頂し、頂上付近の岩壁に日章旗を掲揚した後、他の9人と合流している。
この上陸は4日前の8月15日に起きた香港活動家尖閣諸島上陸事件に対抗し、日本の領有権を主張する意味も含まれており、この尖閣行きも「頑張れ日本」幹事長の水島総が中心となってコーディネートしたものであった。また、「日本の領土を守るため行動する議員連盟」は8月上旬に政府に上陸許可を申請したが、認められていなかった。
翌20日、上陸した10人は無許可で上陸したとして軽犯罪法違反容疑により、沖縄県警察八重山警察署で任意の事情聴取を1時間ほど受けたが、緊迫した雰囲気もなく、調書も作成されなかった。上陸者の一人である和田は事情聴取に際し、「（自国領土への上陸を）軽犯罪法違反に問うこと自体がおかしい」と述べた。
事件に関して、藤村修官房長官は20日の記者会見で、政府関係者を除きいかなる者の上陸を認めていないことから遺憾の意を示した。また、上陸した10人の処遇については、尖閣はわが国固有の領土であり、国内法に基づき対処することから中国や台湾からの抗議は一切受け付けないとした。
中華人民共和国では、香港活動家尖閣諸島上陸事件で中国人活動家が日本の官憲に逮捕されたことで日本への反発が強まり、2012年の中国における反日活動が発生したが、この日本人の上陸を受けて、さらに尖閣諸島抗議デモが広がる可能性が高まったと見られた。新華社は、この日本人の上陸を受けて、19日午前11時（日本時間正午）過ぎ、中国国内で起きているデモ活動は日本人活動家が尖閣諸島に上陸したことに抗議するためと速報した。19日に香港で行われたデモ活動は日本人の尖閣諸島上陸への抗議も含まれていた。
一方、日本では、9月2日に浅草で、尖閣諸島、竹島、北方領土などの日本の主権を訴えるデモ（主催者は「京極六万石」と名乗る一ブロガーである）が実施された。このデモには8月19日に尖閣諸島に上陸した一人である小坂英二も参加した。
事件後、東京都より尖閣諸島への上陸許可の申請がされているが、日本政府は認めない方針である。

## 2012年9月18日の尖閣諸島上陸
尖閣諸島国有化を受け、2012年の中国における反日活動が激化して尖閣諸島を巡る日中間の緊張が続く中、9月18日午前9時ごろ、石垣市の漁船をチャーターしてやってきた鹿児島県の地域政党「薩摩志士の会」のメンバー3名のうち2名（上陸したうち1名は幸福実現党所属の歌手TOKMA）が魚釣島に上陸し、尖閣諸島戦時遭難事件の慰霊碑に花を手向け、日章旗を掲げた。また、この時、幸福実現党の党員は慰霊碑の前で、党の応援ソングを歌ったという。
幸福実現党はこの件に関して、党の命令ではなく個人の行動だったとし、「日本の領土主権が脅かされている中、日本国民としての、やむにやまれぬ思いに駆られての行動と推察する。日本政府に対して尖閣防衛のため毅然とした対応を取るよう要望する」とのコメントを発表し、幸福の科学出版のThe Liberty webでは党員の行動について「愛国無罪」と報道している。また、この上陸の様子は、ドキュメンタリー映画「尖閣ロック」として公開されている。
魚釣島上陸を受けて、羽田雄一郎国土交通大臣は、9月19日の閣議後に被害届を提出する方針を表明し、海上保安庁は軽犯罪法違反容疑で沖縄県警察に提出した。
9月28日、沖縄県警八重山警察署は、那覇地検石垣支部に上陸した2人を書類送検した。尖閣諸島上陸で書類送検された初めての事例である。
12月20日、石垣区検は、魚釣島に上陸した2人を起訴猶予処分とした。那覇地検は、上陸が不法行為を目的としていない、上陸時間が短いことを理由としている。